# The Rootsman
Джон Боллотен (англ. John Bolloten; род. 1965, Брадфорд, Англия) — британский музыкант и диджей, более известен под сценическим псевдонимом The Rootsman. Его музыкальная карьера началась в 1978 в возрасте 13 лет в Эдинбурге, Шотландия, где Боллотен играл на гитаре в панк-группе State Oppression. В 1981 году группа выступала на разогреве у Angelic Upstarts. После трёх концертных выступлений с коллективом, Боллотен решил, что быть гитаристом в группе — занятие не для него. В 1983 переехал в Брадфорд, где работал в местном магазине Roots Record; тогда же стал известен в регги-кругах как Rootsman. C 1985 работал диджеем на университетском радио и местных пиратских радиостанциях.
В настоящее время The Rootsman — это один из самых значительных английских музыкантов в стиле дабстеп. В середине 1990-х годов основал собственный лейбл Third Eye Music.

## Дискография
- City Rockers EP — 1994
- Koyaanisqatsi — 1994
- In Dub We Trust — 1995
- International Language Of Dub: The Rootsman Remixed — 1995
- Natural Born Thrillers EP — 1995
- Authorised Versions — 1996
- Mother Of Nature EP — 1996
- Pass The Chalice EP — 1996
- City Of Djinn (с Muslimgauze) — 1997
- Out Of The Darkness: The Rootsman Remixed — 1997
- Rebirth — 1997
- Third Eye Dimensions — 1997
- 52 Days To Timbuktu — 1998
- The Final Frontier — The Rootsman Remixed — 1998
- Union Of Souls — 1998
- We Come Rough EP — 1998
- Imitator EP — 1999
- Realms Of The Unseen — 1999
- Return To The City Of Djinn (с Muslimgauze) — 1999
- Versions Of The Unseen EP — 1999
- Old School New School (с Daddy Freddy) — 2000
- Roots Bloody Rootsman — 2001
- Al Aqsa Intifada — 2002
- New Testament — 2002
- Joy And Sorrow EP — 2003
- Showcase EP — 2003
- Walk With Jah — 2003